# غار سوزعلی
غار سوزعلی مربوط به عصر مس است و در شهرستان دره‌شهر، بخش بدره، دهستان هندمینی، جنوب روستای زرانگوش واقع شده و این اثر در تاریخ ۳۰ بهمن ۱۳۸۶ با شمارهٔ ثبت ۲۱۰۲۸ به‌عنوان یکی از آثار ملی ایران به ثبت رسیده است.